# دشرة
دشرة (جمع: مداشر) لفظ جزائري يعني قرية أو قبيلة، هي في المقام الأول مجموعة المساكن الثابتة أو المتنقلة أو المؤقتة أو الدائمة، تجمع بين الأفراد المرتبطين بصلات قرابة معينة.
وقد تعمد الاستعمار الفرنسي طرد الجزائريين مباشرة بعد استعمار الجزائر إلى القرى والمداشر كما أن الدشرة هي أصل المدينة الجزائرية أي أن كل سكان الجزائر كانوا يسكنون في مداشر وبعد الاستقلال مباشرة رحل الجزائريون إلى المدن التي رحل منها المستوطنون.

## اقرأ أيضا
- دوار